# Michael Parkinson
Michael Parkinson (ur. 28 marca 1935 w Cudworth, zm. 16 sierpnia 2023 w Bray) – brytyjski dziennikarz radiowy i telewizyjny, wieloletni gospodarz talk-show Parkinson. W plebiscycie Brytyjskiego Instytutu Filmowego na 100 najwybitniejszych brytyjskich produkcji telewizyjnych XX wieku zajął 1. miejsce w kategorii styl życia i lekka rozrywka oraz 8. miejsce w klasyfikacji generalnej.

## Życiorys

### Młodość
Pochodził z hrabstwa South Yorkshire, gdzie jego ojciec pracował w górnictwie. Jako młody chłopak występował w regionalnej lidze krykieta. Zakończył edukację na szkole średniej, po czym został wezwany do odbycia zasadniczej służby wojskowej, w trakcie której brał udział m.in. w operacji podczas kryzysu sueskiego. Służbę zakończył jako kapitan, co było niezwykłą rzadkością w przypadku poborowego. W chwili promocji na ten stopień był najmłodszą posiadającą go osobą w ówczesnej brytyjskiej armii.

### Kariera dziennikarska

#### Prasa i telewizja
Po opuszczeniu wojska podjął pracę jako dziennikarz prasowy w Manchesterze, później przeniósł się do Londynu, gdzie dołączył do zespołu dziennika Daily Express. W latach 60. powrócił do Manchesteru w charakterze dziennikarza nadającej stamtąd telewizji Granada, należącej do sieci ITV. Był także felietonistą sportowym (piszącym zwłaszcza o krykiecie) niedzielnego wydania dziennika The Times. W 1969 po raz pierwszy został prowadzącym własnego programu, którym był magazyn filmowy Cinema.
W 1971 przeszedł do stacji BBC, dla której zaczął prowadzić własny talk-show o nazwie Parkinson, w którym prowadził wywiady z największymi osobistościami brytyjskiego i światowego show-biznesu. Charakterystycznym elementem jego programów był specyficzny styl prowadzenia rozmowy – Parkinson podchodził do swoich gości bezpośrednio i z dużym humorem, przy czym unikał zadawania pytań, które mogłyby zostać odebrane przez rozmówcę jako kłopotliwe czy konfrontacyjne. Uzyskiwał dzięki temu efekt lekkiej i szczerej rozmowy w przyjaznej atmosferze. Choć sporadycznie zdarzały mu się krótkie scysje z gośćmi na antenie (m.in. z Woodym Allenem), czasem bywał też krytykowany przez celebrytów w prasie (np. Meg Ryan w niewybrednych słowach uznała jego sposób prowadzenia wywiadu z nią za protekcjonalny), to na rozmowę z nim zgodziło się łącznie ponad dwa tysiące osób z grona najbardziej znanych ludzi świata.
Pierwsza odsłona programu emitowana była do 1982 roku, kiedy to Parkinson opuścił BBC i wrócił do pracy dla ITV, początkowo w charakterze jednego z prezenterów porannego magazynu TV-am, a później także jako prowadzący innych programów rozrywkowych. W 1995 powrócił do prowadzenia programów w BBC, a w 1998 reaktywował tam swój talk-show po 16 latach przerwy. Był on emitowany do 2004 roku, kiedy to Parkinson znów zmienił pracodawcę i przeniósł swój program do ITV1, gdzie prowadził go jeszcze przez trzy lata.
W 2007 ogłosił przejście na częściową emeryturę, podczas której jego pierwszym projektem miało być napisanie autobiografii. Ukazała się ona w 2008 pod tytułem Parky: My Autobiography.  Powrócił także do pisania felietonów dla prasy. W 2009 poważne kontrowersje wywołał jego tekst na temat Jade Goody, która zmarła w wyniku bardzo szeroko relacjonowanej przez media choroby nowotworowej. Parkinson skrytykował medialny szum wokół tej sprawy, uznając Goody za reprezentantkę wszystkiego tego, co najgorsze we współczesnej Wielkiej Brytanii.
W 2012 powrócił do pracy w telewizji jako prezenter programu Parkinson: Masterclass na antenie Sky Arts, w którym przeprowadzał wywiady z artystami i innymi osobami ze świata kultury. W 2014 na zlecenie australijskiej telewizji Network Ten przeprowadził wywiad z pływakiem Ianem Thorpem, w czasie którego sportowiec wyznał, iż jest gejem.

#### Radio
W latach 1985–1988 prowadził magazyn Desert Island Disks, jedną z najbardziej popularnych pozycji programowych BBC Radio 4. Powrócił do BBC Radio w 1994, kiedy to został prowadzącym autorskiej audycji sportowej Parkinson on Sport na antenie BBC Radio 5 Live. Następnie od 1996 do 2007 był gospodarzem niedzielnych poranków na antenie najchętniej słuchanej brytyjskiej stacji radiowej, BBC Radio 2.

### Nagrody i wyróżnienia
W 2000 roku został odznaczony Orderem Imperium Brytyjskiego klasy Komandor (CBE) za swoje zasługi dla mediów elektronicznych w Wielkiej Brytanii. W 2008 otrzymał dożywotni tytuł szlachecki Sir. Był także doktorem honoris causa University of Lincoln oraz kanclerzem Nottingham Trent University.

## Życie prywatne
W 1959 poślubił Mary Henegan, która również została dziennikarką telewizyjną. Mieli troje dzieci. W 1972 Parkinson publicznie ogłosił, iż w związku z tym, iż nie planują mieć już więcej potomstwa, poddał się zabiegowi wazektomii, aby umożliwić żonie zaprzestanie przyjmowania tabletek antykoncepcyjnych.
W 2013 ogłosił, że zdiagnozowano u niego raka prostaty.